# Явленка (Северо-Казахстанская область)
Явленка (каз. Явленка) — село, административный центр Есильского района Северо-Казахстанской области Казахстана. Административный центр и единственный населённый пункт Явленского сельского округа. Код КАТО — 594230100.
В 3 км к северу от села находится озеро Кошкар.

## Население
В 1999 году население села составляло 6106 человек (3016 мужчин и 3090 женщин). По данным переписи 2009 года, в селе проживало 5630 человек (2674 мужчины и 2956 женщин).
На начало 2019 года население села составило 5478 человек (2599 мужчин и 2879 женщин).
Село образовалось в 1876 году.
Первыми поселенцами были 12 семей из-под г. Сарапул.
В селе имеется три общеобразовательные школы: казахская средняя школа имени кинорежиссёра Аягана Шажимбаева, русская средняя школа имени Героя Советского Союза Тимофея Позолотина и музыкальная школа. Детский сад «Балапан», ДЮКФП и ДЮСШ, Дом культуры, районная и детская библиотеки, краеведческий музей, центральная районная больница.
Еженедельно издаётся районная общественно-политическая газета «Ишим», а также газета «Есіл таңы» («Есильское утро»). Телевидения и радиовещания нет.
В селе родились Герои Советского Союза Павел Коваленко и Тимофей Позолотин.